# أكنة
أكنة (بالفارسية: آنکه) هي مستوطنة تقع في Howmeh Rural District في إيران.